# I’m a Train
I’m a Train ist ein Lied, das von Albert Hammond und Mike Hazlewood geschrieben und von Hammond gesungen wurde. Es wurde erstmals 1967 von Les Troubadours als La chaîne auf Französisch eingesungen. Die erste englische Version wurde 1968 von einer britischen Gruppe namens Colors of Love aufgenommen, zu der auch die Sängerin Elaine Paige gehörte.

## Albert Hammonds Aufnahme
Hammonds eigene Version, die 1974 veröffentlicht wurde, war die erste, die in die Charts kam. Der Song erreichte 1974 Platz 15 der Adult Contemporary Charts und Platz 31 der Billboard Hot 100. Auch in der damaligen Bundesrepublik Deutschland erreichte er Platz 2 und blieb 14 Wochen lang in den Top 20.
Es erreichte auch die Top 3 in der Schweiz, die Top 10 in den Niederlanden, Norwegen und dem flämischen Teil Belgiens und erreichte Platz 22 im französischsprachigen Teil Belgiens. Der Song erschien 1974 auf Hammonds Album Albert Hammond. Der Song wurde von ihm und Roy Halee produziert und war zusammen mit Filmaufnahmen von fahrenden Zügen auch in der US-TV-Serie Captain Kangaroo zu sehen.

## Chartplatzierungen
| ChartsChartplatzierungen       | Höchstplatzierung | Wochen |
| ------------------------------ | ----------------- | ------ |
| Deutschland (GfK)              | 2 (18 Wo.)        | 18     |
| Schweiz (IFPI)                 | 3 (15 Wo.)        | 15     |
| Vereinigte Staaten (Billboard) | 31 (12 Wo.)       | 12     |

| ChartsJahrescharts (1974) | Platzierung |
| ------------------------- | ----------- |
| Deutschland (GfK)         | 28          |